# 克卜勒89
克卜勒89（Kepler-89，舊稱KOI-94）是已確認擁有四顆太陽系外行星存在的恆星，並且可能是主星與伴星距離甚遠的聯星系統 。

## 行星系統
天文學家分析克卜勒太空望遠鏡的觀測資料後，於2012年10月宣布發現了克卜勒89的4顆行星。後續的徑向速度量測進一步確認了克卜勒89d的存在，並且觀測資料顯示它的體積和質量稍大於土星。2013年10月其他3顆行星也被確認存在，並且得知了克卜勒89c和e較合理的質量上下限。
2012年時，天文學家宣布觀測到了距離母恆星最遠的行星通過第2遠行星盤面正前方的部分凌星。這是天文學家首次觀測到恆星與地球之間行星互相凌星的現象。這允許天文學家得以測定89d和e之間的軌道之間夾角為1.15°。
| 成員 (依恆星距離) | 质量          | 半長軸 (AU) | 轨道周期 (天) | 離心率 | 傾角    | 半径    |
| ----------------- | ------------- | ----------- | ------------- | ------ | ------- | ------- |
| b                 | <10.5 M⊕      | 0.05        | 3.7           | —      | 89.3°   | 0.13 RJ |
| c                 | 7.3-11.8 M⊕   | 0.099       | 10.4          | <0.1   | 88.36°  | 0.31 RJ |
| d                 | 0.33±0.034 MJ | 0.165       | 22.3          | <0.1   | 89.871° | 0.83 RJ |
| e                 | 11.9-15.5 M⊕  | 0.298       | 54.3          | <0.1   | 89.76°  | 0.49 RJ |